# Иноземцева, Анна Андреевна
Анна Андреевна Иноземцева (урождённая Золотилова; 1864 — после 1915) — прозаик, драматург, журналистка.

## Биография
Из семьи крестьян, выходцев из Архангельской губернии, приписавшихся в 1870 к купечеству. Под влиянием деда, выучившегося грамоте самоучкой, Иноземцева в раннем возрасте пристрастилась к чтению. Училась в нижегородской Мариинской гимназии, но из 4-го класса была исключена за неуспеваемость. В дальнейшем занималась самообразованием. На мировоззрение Иноземцевой большое воздействие оказали романы А. К. Шеллера-Михайлова, возбудившие стремление к осмысленной общественной жизни. Писать начала, не встречая сочувствия в семье, в 20 лет. На протяжении нескольких лет в судьбе Иноземцевой живое участие принимала М. К. Цебрикова. Дебютировала в 1888 году повестью «Незаметная жизнь» (Казань) и рассказом «У гроба» в газете «Казанский биржевой листок». В 1889 году в журнале «Родина» появилась её автобиографическая повесть «Недуг времени».
В журнале «Родина» было опубликовано большое число очерков, рассказов и повестей Иноземцевой: «Отчего она переменила убеждения. Из путевых заметок» (1889), «Человек не от мира сего» (1889), «Елена Мещерина» (1890), «Дачная идиллия» (1891), «Жертва искупления» (1891), «Первый роман» (1892), «По течению» (1892), «Она не поверила» (1892), «Моменты nсихоза» (1892). В 1899 году издала 1-й том Собрания сочинений (Н. Новгород), включивший восемь рассказов.